# Semomesia
Genre
Semomesia est un genre d'insectes lépidoptères de la famille des Riodinidae qui résident en Amérique du Sud.

## Dénomination
Le nom Semomesia leur a été donné par John Obadiah Westwood en  1851.

## Liste des espèces
- Semomesia alyattes Zikán, 1952 ; présent en Guyane et  au Brésil
- Semomesia capanea (Cramer, 1779) ; présent  au Surinam, en Guyane, au Brésil et au Pérou
- Semomesia cecilae Gallard 1998
- Semomesia croesus (Fabricius, 1777) ; présent  au Surinam, en Colombie, en Bolivie, en Équateur, au Brésil et au Pérou
- Semomesia geminus (Fabricius, 1793) ; présent au Brésil
- Semomesia macaris (Hewitson, 1859) ; présent au Brésil et au Pérou
- Semomesia marisa (Hewitson, 1858) ; présent au Brésil
- Semomesia nesti (Hewitson, 1858) ; présent en Guyane
- Semomesia tenella Stichel, 1910 ; présent en Équateur, au Brésil et au Pérou

### Source
- Semomesia sur funet
- Semomesia sur Tree of Life